# ترتنوف
تروتنوف أو ترُتنوف (بالتشيكية: Trutnov النطق التشيكي :[ˈtrutnof] و بالألمانية :Trautenau) تقع في إقليم هرادتس كرالوفه منطقة بالجمهورية التشيكية ، وعدد سكانها 31,239 نسمة، وتقع تحديد في سلسلة جبال كروكنشا بجانب نهر أوبا.
بُنيَت على مستوطنة سلافية في القرن الثاني عشر سميت باسم النهر أوبا، وأول ذكر عن هذه المستوطنة يرجع لعام 1260 م، وقد منح ملك بوهيميا فنسسلاووس الأول المستوطنين الألمان الحق لبناء بلدة جديدة على أنقاض المستوطنة السابقة من أجل تطوير الريف، وأصبحت البلدة مهرًا لملكة بوهيمية منذ القرن الرابع عشر، وقد صمدت البلدة في وجه الكثير من الهجومات باستثناء سقوطها على يد الجنرال التشيكي الوهسي يان جيجكا أثناء حروب الهوسيون في 1421م، وعندما حاصرها السويديون في حرب الثلاثين عاما في 1642م و 1647 م، كما أنها كانت ميدان لمعركة ترُتنوف في عام 1866 أثناء الحرب النمساوية البروسية.
اعتمدَ اقتصادُ ترُتنوف على الزراعة طول قرون ثم تحول إلى الصناعة في القرن التاسع عشر، وتعتبر صناعة النسيج جزء مهم في اقتصادها، كان الألمان القومية الأكثر عددا حتى طردهم في سنة 1945م.

## توأمة
لترتنوف اتفاقيات توأمة مع كل من:
- Gmina Kępno [الإنجليزية]‏
- Kamienna Góra [الإنجليزية]‏
- Gmina Strzelin [الإنجليزية]‏
- سينيتسا
- Lohfelden [الإنجليزية]‏
- شويدنكتسا [الإنجليزية]‏
- فورتسبورغ (2008 - )
- Wejherowo [الإنجليزية]‏

## أعلام
- مايكل هوزر
- رودولف سكاتسيل
- جوسيف روز

## وصلات خارجية
- Official website (in Czech)
- Historical info in English (3 pages)
- Webcam (Krakonošovo square)
- Webcam (View from hill Šibeník to city Trutnov - NE direction)
- Webcam (View from hill Šibeník to city Trutnov - NW direction)
- Webcam (Panorama of Trutnov)

1. ↑  Český statistický úřad (15. prosince 2017), Malý lexikon obcí České republiky – 2017 (بالتشيكية), Český statistický úřad, QID:Q56284482 {{استشهاد}}: تحقق من التاريخ في: |publication-date= (help)
2. ↑  Český statistický úřad, Výsledky sčítání 2021 – otevřená data (بالتشيكية), QID:Q111647375
3. ↑   http://um.swidnica.pl/pages/pl/moje-miasto/miasta-partnerskie.php. {{استشهاد ويب}}: |url= بحاجة لعنوان (مساعدة) والوسيط |title= غير موجود أو فارغ (من ويكي بيانات) (مساعدة)
4. ↑  GeoNames (بالإنجليزية), 2005, QID:Q830106